# Лорика лінтеа
Лори́ка лі́нтеа (лат. lorica lintea) — тип давньоримського панциру (лорика) з кількох шарів цупкої тканини, аналогічний давньогрецькому лінотораксу. Термін lorica lintea пов'язаний з лат. linum, дос. «льон», і означає досл. «лляний панцир».
Лорика лінтеа робили з 2-3 шарів лляного полотна, яку виварювали у соляному розчині з оцтом. Виварювання надавало обладунку необхідної цупкості. Припускають, що такі панцирі могли носити легкоозброєні піхотинці-веліти. Термін лорика лінтеа також уживають щодо шкіряних панцирів, проте, скоріш за все, у Стародавньому Римі вони йменувалися просто «лориками» (loricae) — від слова lorum («ремінь»).